# نیکولای کیبالچیچ
نیکولای ایوانوویچ کیبالچیچ (روسی: Николай Иванович Кибальчич؛ اوکراینی: Микола Іванович Кибальчич، ت. «Mykola Ivanovych Kybalchych»؛ ۱۹ اکتبر ۱۸۵۳– ۳ آوریل ۱۸۸۱) یک انقلابی روسی بود که در ترور تزار الکساندر دوم به عنوان کارشناس اصلی مواد منفجره برای نارودنایا ولیا («ارادۀ مردم») شرکت کرد. او همچنین یک پیشگام تندرو بود. او پسر عموی دور ویکتور سرژ انقلابی بود. 
در اکتبر ۱۸۷۵، کیبالچیچ به دلیل قرض دادن کتابی ممنوعه به دهقانی به نام پریتولیا دستگیر شد. او ۳ سال را در زندان گذراند تا اینکه به ۲ ماه حبس تعزیری محکوم شد. او در سال ۱۸۷۸ به نارودنایا ولیا پیوست  به متخصص اصلی مواد منفجره تبدیل شد.